# Billy Bob Thornton

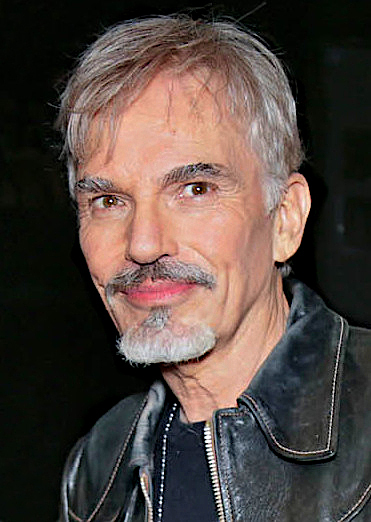
Billy Bob Thornton (2017)

Billy Bob Thornton (* 4. August 1955 in Hot Springs, Arkansas) ist ein US-amerikanischer Schauspieler, Theater- und Drehbuchautor (Oscarpreisträger), Regisseur und Sänger.

## Leben
Thornton hatte seine erste Fernsehrolle im Jahre 1992 in der NBC-Sitcom Küß’ mich, John an der Seite von John Ritter und Markie Post. Kritiker wurden zum ersten Mal auf ihn aufmerksam, als er in One False Move in die Rolle eines Bösewichts schlüpfte. Kleinere Rollen hatte er in den Filmen Indecent Proposal, On Deadly Ground und Tombstone.
1996 schrieb er das Drehbuch zu dem Film Sling Blade – Auf Messers Schneide, bei dem er auch Regie führte und die Hauptrolle spielte. Dieser ist eine Erweiterung des Kurzfilms Some Folks Call It a Sling Blade. Es geht dabei um einen geistig Behinderten namens Karl Childers. Dieser Film machte ihn zum Star: Für das Drehbuch gewann Thornton einen Oscar, außerdem wurde er in der Kategorie Bester Schauspieler nominiert. 1997 und 2002 gewann er je einen Chlotrudis Award als Bester Schauspieler.
Thornton begann nebenbei eine Karriere als Sänger in dem Rock-’n’-Roll-Stil Americana. Er veröffentlichte bereits vier CDs: Private Radio (2001), The Edge of the World (2003), Hobo (2005) und Beautiful Door (2007). 2008 gründete er mit zwei Freunden die Band The Boxmasters, die inzwischen drei CDs veröffentlicht hat.
Seine deutschen Synchronstimmen sind meistens Joachim Tennstedt oder Gudo Hoegel, in der Serie Fargo wird er von Stephan Benson gesprochen.
Billy Bob Thornton ist zum sechsten Mal verheiratet. Von 1978 bis 1980 war er mit Melissa Lee Gatlin verheiratet. Mit ihr hat er eine Tochter. 1986 ehelichte er die Schauspielerin Toni Lawrence. Das Paar trennte sich 1988. Von 1990 bis 1992 war Thornton mit der Schauspielerin Cynda Williams verheiratet. 1993 trat er mit dem Playboy-Model Pietra Dawn Cherniak vor den Traualtar. Das Paar trennte sich 1997. Aus dieser Ehe gingen zwei Söhne hervor. Von 2000 bis 2003 war Thornton mit der Schauspielerin Angelina Jolie verheiratet, der er den Song Angelina widmete.
Am 22. Oktober 2014 heiratete er seine langjährige Lebensgefährtin Connie Angland. Das Paar hat eine 2004 geborene Tochter.

## Filmografie (Auswahl)
- 1986: Hunter’s Blood – Gehetzt, gejagt, getötet (Hunter’s Blood)
- 1989: Adam Sandler’s Love Boat (Going Overboard)
- 1992: One False Move
- 1993: Harry & Kit – Trouble Bound (Trouble Bound)
- 1993: Blood in, Blood out – Verschworen auf Leben und Tod (Bound by Honor)
- 1993: Ein unmoralisches Angebot (Indecent Proposal)
- 1993: Tombstone
- 1994: Auf brennendem Eis (On Deadly Ground)
- 1995: Dead Man
- 1995: Der wunderliche Mr. Cox (The Stars Fell on Henrietta)
- 1996: Sling Blade – Auf Messers Schneide (Sling Blade)
- 1997: U-Turn – Kein Weg zurück (U Turn)
- 1997: Apostel! (The Apostle)
- 1997: Ellen (Fernsehserie, Folge 4x22 Das Outing)
- 1998: Homegrown
- 1998: Fahr zur Hölle Hollywood (An Alan Smithee Film: Burn Hollywood Burn)
- 1998: Mit aller Macht (Primary Colors)
- 1998: Armageddon – Das jüngste Gericht (Armageddon)
- 1998: Ein einfacher Plan (A Simple Plan)
- 1999: Turbulenzen – und andere Katastrophen (Pushing Tin)
- 2000: Südlich des Himmels – Westlich der Hölle (South of Heaven, West of Hell)
- 2000: All die schönen Pferde (All the Pretty Horses, Regie)
- 2001: Banditen! (Bandits)
- 2001: Daddy and them – Durchgeknallt in Arkansas (Daddy and Them)
- 2001: The Man Who Wasn’t There
- 2001: Monster’s Ball
- 2002: Behind the Badge – Mord im Kleinstadtidyll (The Badge)
- 2002: Waking Up in Reno
- 2003: Levity
- 2003: Ein (un)möglicher Härtefall (Intolerable Cruelty)
- 2003: Bad Santa
- 2003: Tatsächlich… Liebe (Love Actually)
- 2004: Alamo – Der Traum, das Schicksal, die Legende (The Alamo)
- 2004: Friday Night Lights – Touchdown am Freitag (Friday Night Lights)
- 2005: The Ice Harvest
- 2005: Die Bären sind los (Bad News Bears)
- 2006: Der Date Profi (School for Scoundrels)
- 2007: Astronaut Farmer (The Astronaut Farmer)
- 2007: Mr. Woodcock
- 2008: Eagle Eye – Außer Kontrolle (Eagle Eye)
- 2009: Der Gestank des Erfolges (The Smell of Success)
- 2009: The Informers
- 2010: Faster
- 2011: Hereafter – Das Leben danach (Hereafter)
- 2011: Der gestiefelte Kater (Puss in Boots, Stimme)
- 2012: Jayne Mansfield’s Car
- 2012: The Baytown Outlaws
- 2013: Parkland
- 2014, 2017: Fargo (Fernsehserie, 10 Folgen)
- 2014: Der Richter – Recht oder Ehre (The Judge)
- 2014: The Big Bang Theory (Fernsehserie, Folge 8x07)
- 2014: Cut Bank – Kleine Morde unter Nachbarn (Cut Bank)
- 2014: Red Machine – Hunt or Be Hunted (Into the Grizzly Maze)
- 2015: Entourage
- 2015: Die Wahlkämpferin (Our Brand Is Crisis)
- 2016: Whiskey Tango Foxtrot
- 2016–2021: Goliath (Fernsehserie, 32 Folgen)
- 2016: Bad Santa 2
- 2018: A Million Little Pieces
- 2018: London Fields
- 2021–2022: 1883 (Fernsehserie, 1 Folge)
- 2022: The Gray Man
- 2023: Devil’s Peak
- 2024: Landman (Fernsehserie, 10 Folgen)

## Auszeichnungen und Nominierungen

### Oscars
- 1997: Auszeichnung für Bestes Drehbuch (Sling Blade – Auf Messers Schneide)
- 1997: Nominierung als Bester Hauptdarsteller (Sling Blade – Auf Messers Schneide)
- 1999: Nominierung als Bester Nebendarsteller (Ein einfacher Plan)

### Golden Globe Awards
- 1999: Nominierung als Bester Nebendarsteller (Ein einfacher Plan)
- 2002: Nominierung als Bester Hauptdarsteller (Drama) (The Man Who Wasn’t There)
- 2002: Nominierung als Bester Hauptdarsteller (Musical/Komödie) (Banditen!)
- 2004: Nominierung als Bester Hauptdarsteller (Musical/Komödie) (Bad Santa)
- 2015: Auszeichnung als Bester Hauptdarsteller (Miniserie oder Fernsehfilm) (Fargo)
- 2017: Auszeichnung als Bester Hauptdarsteller (Serie – Drama) (Goliath)

### Emmy Awards
- 2014: Nominierung als Bester Hauptdarsteller (Miniserie oder Fernsehfilm) (Fargo)

## Diskografie

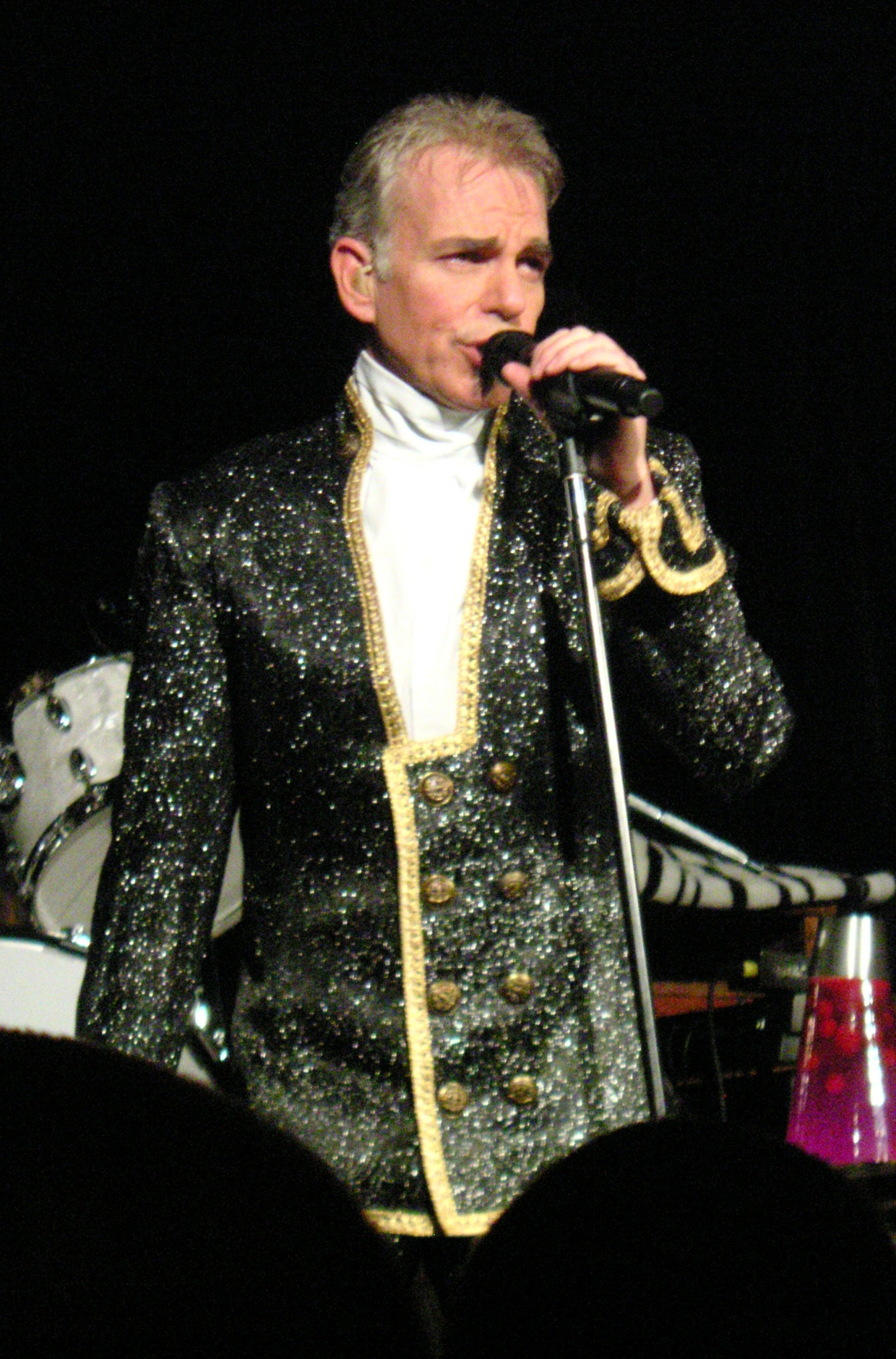
Billy Bob Thornton 2007 in San Francisco

- Private Radio (CD) – Universal Records, 2001
- The Edge of the World (CD) – Sanctuary Records, 2003
- Hobo (CD) – Big Deal Records, 2005
- Beautiful Door (CD) – New Door Records, 2007
- The Boxmasters (CD) – Megaphon, 2008
- The Boxmasters – Christmas Cheer (CD) – Megaphon, 2008
- The Boxmasters – Modbilly (CD) – Megaphon, 2009